# سیارک ۴۷۰۷۷
سیارک ۴۷۰۷۷ (به انگلیسی: 47077 Yuji، نامگذاری:1998YC1) چهل و هفت هزار و هفتاد و هفتمین سیارک کشف شده‌است که در ۱۶ دسامبر ۱۹۹۸ کشف شد.